# 姓
姓是漢字文化圈血緣集團的名称，其所指範圍隨著地域和時代變動。氏則是姓的分支。
随着同一祖先的子孙繁衍增多，这个家族往往会分成若干支散居各处。各个分支的子孙除了保留姓以外，另外为自己取一个称号作为标志，这就是“氏”。